# 张薇薇 (水球运动员)
张薇薇（1990年10月7日—），中国女子水球运动员，亦為中國國家女子水球隊成員，司職外線。

## 簡歷
2010年11月，张薇薇代表中國出戰廣州亞運會女子水球比賽項目，奪得金牌。
2016年，张薇薇代表中国出戰巴西里约热内卢舉行的奥林匹克运动会女子水球比賽。中国队最終获得第七名。